# Вулиця Кубійовича (Львів)
Вулиця Кубійовича — вулиця у Галицькому районі міста Львова, в місцевості Снопків. Прямує на південний схід — від перехрестя вулиць Волоської, Людкевича, Снопківської та Франка до Кубанської. Прилучається площа Василя Вишиваного.

## Історія
- від 1869 року вулиця мала назву Дороги до єзуїтської цегельні.
- від 1912 року — вулиця Снопківська бічна.
- від 1916 року — вулиця Жижинська, на честь перемоги польських повстанців під командуванням генерала Міхала-Яна Гейденрейха у битві[pl] поблизу села Жижин над російським військом під час січневого повстання 1863 року.
- від 1943 року — Людвіг Янґассе, на честь Фрідріха Людвіга Яна, німецького офіцера, педагога, політика та громадського діяча, «батька сучасної гімнастики».
- від 1944 року — вулиця Жижинська, повернена передвоєнна назва.
- від 1945 року — вулиця Гончарова, на честь російського письменника Івана Гончарова.
- від 1992 року — вулиця Кубійовича, на честь видатного українського географа і демографа, громадського діяча Володимира Кубійовича[6][7].

З 11 квітня 2024 року, рух приватного транспорту на вул. Кубійовича — на ділянці від пл. Вишиваного до вул. Кубанської, де досі був двосторонній рух, відтепер став одностороннім і відповідно вся вулиця Кубійовича стала односторонньою.

## Забудова
В архітектурному ансамблі вулиці Кубійовича переважає конструктивізм — польський 1930-х років та радянський 1950-х і 1960-х років, а також присутня сучасна забудова XXI століття. Декілька будинків внесено до Реєстру пам'яток архітектури місцевого значення.

### З непарного боку вулиці
№ 7 — триповерховий житловий будинок, власницею якого у 1936 році була Марія Деметр, а серед мешканців будинку були Владислав Еразм Боярський (1866—1946), польський педагог, історик, колишній професор II Гімназії імені Франца Йосифа у Львові, судовий урядник Едвард Корецький та вчителі Емма Котарба, Яніна і Кароль Ланг.
№ 15 — у цьому будинку мешкав Василь Рагузов — комсомолець, студент Львівського політехнічного інституту. Він загинув під час степової заметілі у Казахстані, коли брав участь в освоєнні цілинних земель. У 1979 році на його честь була названа вулиця у Львові (нинішня вулиця Шафарика), а на будинку, де він мешкав з родиною, встановлена меморіальна таблиця. Нині за цією адресою розташований офіс ГО «Львівське братство пасічників „Рій“».
№ 17 — триповерховий житловий будинок. Приміщення на першому поверсі будинку займає крамниця «Продукти».
№ 19, 21, 23 — чотириповерхові житлові будинки. Будинок під № 19 вирізняється широкими наріжними лоджіями, на жаль, багато з них зіпсували склінням. Будинки № 21 і № 23 збудовані у 1950-х роках.
№ 29 — житловий п'ятиповерховий будинок, споруджений у 1960-х роках для представників львівської організації Спілки письменників України. Поет Микола Петренко згадував про цей письменницький будинок:
«Зумів таки вуйко Козланюк вибити гроші, затвердити проєкти, розгорнути будівництво. Щоправда, не все вийшло так, як планувалося. Спершу йшла мова про поліпшений проєкт, чеський чи що. Але в обкомі скривилися: будуйте як всі. Тобто хрущовки. За поліпшеними проєктами виростали тільки обкомівські та виконкомівські будинки, простим людям зась. Козланюк боровся: ми ж не прості люди, ми письменники, не допомогло… Однак у нас велика радість. Житимемо громадою, окрім нас із Володимиром Лучуком, сусідами будуть Борис Бобинський, Роман Іваничук, Григорій Тютюнник».
На першому поверсі будинку за радянських часів містився магазин «Продторг», нині тут стоматологічна клініка «Симбіотика».
№ 31 — за радянських часів в будинку містилася їдальня «Домова кухня», нині тут продуктова крамниця мережі «Близенько».
№ 33 — за радянських часів перший поверх будинку займало «Ательє мод». Нині тут міститься ЛКП «Снопківське».
№ 35 — будівля споруджена 1973 року за проєктом архітектора Мирона Вендзиловича як новий навчальний корпус Інституту прикладного і декоративного мистецтва. Нині у цьому приміщенні міститься кафедра сакрального мистецтва Львівської національної академії мистецтв. Також академія має ще два нових корпуси, збудованих на початку XXI століття. У 2000-х роках тут одне з приміщень займав театр «Намір». Під № 35а — кав'ярня «Хліб з маслом», під № 35б — галерея Львівської національної академії мистецтв.
№ 39 — триповерховий житловий будинок. Внесений до Реєстру пам'яток архітектури місцевого значення під охоронним № 2452-м.
№ 41 — вілла Кшижевських, збудована у 1925 році за проєктом архітектора Владислава Дердацького. Будинок внесений до Реєстру пам'яток архітектури місцевого значення під охоронним № 2453-м.

### З парного боку вулиці
№ 2 — у 1950-х роках в будинку була швейна майстерня індпошиття, у 1970—1980-х роках — каси Аерофлоту, згодом містилося кафе-бар «Крона», нині — кафе української кухні «Шкварка». Будинок внесений до Реєстру пам'яток архітектури місцевого значення під охоронним № 2451-м.
№ 8 — триповерховий будинок збудований у стилі функціоналізму. На ньому виступаючий еркер і стрічкове скління. Від еркера плавно, наче крила метелика, відходять балкони з рустуванням. Вхідний портал класично прямокутний, збереглись автентичні дерев'яні двері з округлим витягнутим вікном, що нагадує вхід в каюту пароплава.
№ 22 — житловий будинок. Внесений до Реєстру пам'яток архітектури місцевого значення під охоронним № 2079-м.
№ 36а — чотириповерховий будинок, споруджений у 1950-х роках, як гуртожиток Львівського технікуму залізничного транспорту (нині — Львівський коледж транспортної інфраструктури).
№ 38 — будинок академічної спільноти, споруджений за проєктом архітектора Івана Левинського. Нині у цій будівлі міститься Львівська національна академія мистецтв.

## Відомі мешканці
- Подольський Валентин Маркович — український скульптор[18].